# Последният рунд
„Последният рунд“ е български игрален филм (драма, криминален) от 1961 година на режисьора Людмил Кирков, по сценарий на Антон Антонов-Тонич. Оператор е Димо Коларов. Музиката във филма е композирана от Емил Георгиев.

## Сюжет
Николай Жарков е републикански шампион по бокс. По невнимание прави катастрофа с колата на Жоро, негов познат. Предстои световно първенство в Париж. Жоро завежда Николай при вуйчо си, който се представя за часовникар и предлага на боксьора валутна сделка, срещу която ще му опрости парите за поправката на колата. Николай се съгласява да пренесе кутия кибрит, наивно повярвал, че колкото клечки има в него, толкова долара ще му бъдат дадени... По време на пътуването треньорът прибира кибрита, мислейки, че спортистът е започнал да пуши. Николай е принуден да обясни всичко. Треньорът се свързва с българските органи за сигурност. Оказва се, че кибритът е шпионски контейнер. Николай се съгласява да „изпълни задачата“ докрай и да помогне за разкриването на шпионска мрежа.

## Състав

### Актьорски състав
| Роля                                        | Изпълнител         |
| ------------------------------------------- | ------------------ |
| Николай Жарков, боксьор средна категория    | Анани Явашев       |
| Ваня, телефонистката                        | Адриана Андреева   |
| Вълчан, боксьор полусредна категория        | Валентин Русецки   |
| Другаря Томов, треньор по бокс              | Яким Михов         |
| Бай Стефан, треньор по бокс                 | Иван Обретенов     |
| Соня, художничката                          | Саша Крушарска     |
| Жоро                                        | Георги Черкелов    |
| Гаро                                        | Никола Анастасов   |
| Бебо, боксьор                               | Александър Николов |
| Чочко, боксьор                              | Асен Кисимов       |
| Шофьорът на автобуса / майорът от милицията | Стоил Попов        |
| съпругата на Вълчан                         | Татяна Лолова      |
| В епизодите:                                |                    |
| Петър Василев                               |                    |
| Любен Саев                                  |                    |
| сервитьорката в сладкарницата               | Домна Ганева       |
| Георги Стойчев                              |                    |
| П. Борисова                                 |                    |
| И. Богданова                                |                    |
| Л. Ралчев                                   |                    |
| С. Николов                                  |                    |
| Ст. Василев                                 |                    |

### Творчески и технически екип
| Режисьор           | Людмил Кирков                                                               |
| Сценарий           | Антон Антонов-Тонич                                                         |
| Оператор           | Димо Коларов                                                                |
| Художник           | Николай Вълков                                                              |
| Архитект           | Елка Данаджиева                                                             |
| Музика             | Емил Георгиев                                                               |
| Звукооператор      | Стоил Ганев                                                                 |
| Монтаж             | Ани Радичева                                                                |
| Костюми            | Лидия Михайлова                                                             |
| Грим               | Георги Димитров                                                             |
| Асистент-режисьори | Александър Деянов Василиос Омирос                                           |
| Помощник режисьор  | Мария Радучева                                                              |
| Асистент-оператор  | Илия Балсамаджиев                                                           |
| Директор           | Вълчо Драганов                                                              |
| Distributed by     | НАЦИОНАЛЕН ФИЛМОВ ЦЕНТЪР СТУДИЯ ЗА ИГРАЛНИ ФИЛМИ „БОЯНА“ /Copyright © 1961/ |

## Награди
- Наградата на журито, ФБФ (Варна, 1962).
- Наградата на ЦК на Профсъюза на работниците по изкуствата на актьора Анани Явашен, ФБФ (Варна, 1962).